# Шем'ячичі
Шем'ячичі — московський княжий рід, відгалуження Московських Даниловичів, правителів Великого князівства Московського, нащадки Дмитра Шем'яки (?—1453).
У 1446 р. Дмитро Шем'яка, син князя Юрія Дмитровича Звенигородського, захопивши Москву й осліпивши Василія ІІ, заволодів великокняжим столом. Після смерті Дмитра Шем'яки його син Іван (у 1454) і вдова (у 1456) емігрували до Великого князівства Литовського, де отримали Рильськ і Новгород-Сіверський. Іван Дмитрович Шем'яка (? — бл. 1485). Його син Василь Шем'яка (?—?) у 1500 перейшов на службу до Івана III Васильовича. Отримав у володіння відвойовані у Литви Путивль і Радогощ, а також Малий Ярославець і низку волостей на р. Угрі. Брав участь у багатьох військових акціях великого князя московського, зокрема в поході на підтримку Михайла Глинського (1508). У 1517—1518 звинувачений у державній зраді, але був виправданий. У 1523 знову схоплений за тим же звинуваченням. Помер в ув'язненні у 1529. Зі смертю його дітей рід Шем'ячичів перестав існувати.

## Родовід
- Юрій Дмитрович Звенигородський — князь звенигородський і галицький (1389—1434), великий князь московський і володимирський (1433, 1434).
  - Дмитро Юрійович Шемяка — князь галицький (1433—1450 рр.), великий князь московський (1446—1447).
    - Іван Дмитрович Шемяка (? — бл. 1485).
      - Василь Іванович Шемячич (?—1526/1526) — князь новгород-сіверський, 1500 року перейшов з уділом на московську службу. Помер в ув'язнені 1526 або 1529 року.
        - Іван Васильович Шемячич (?—1561) — помер іноком Троїцько-Сергіївського монастиря

    - Марія Дмитрівна (?—13.02.1456) — з 1452 р. дружина Олександра Васильовича Чорторийського.

  - Василь Юрійович Косий — князь звенигородський і галицький (1434—1437 рр.), дмитровський (з 1436 р.), великий князь московський (1434).
  - Дмитро Юрійович Красний (?—1441) — князь галицький і вишгородський (1434—1441).